# Caserne Murray
La caserne Murray (美利兵房, Murray Barracks) était une installation militaire de Hong Kong située dans le quartier d'Admiralty (en) et nommée d'après George Murray, maître général de l'équipement de l'armée britannique au moment de sa construction.
Elle est fermée en 1982 pour faire de la place à des bâtiments modernes mais son quartier des officiers, appelé Murray House, est relocalisé pierre par pierre à Stanley où il est ouvert au public en 2002.

## Situation
Elle était située entre Garden Road (en) et Cotton Tree Drive (zh) sur le site de l'actuel Asia Pacific Centre, et le quartier des officiers, également connu sous le nom de mess des officiers, était situé sur l'emplacement de l'actuelle tour de la Bank of China, près de Queen's Road (en) (actuelle Queensway (en)). De l'autre côté de Garden Road se trouvait le terrain de parade de la caserne ainsi que la caserne de Queen's Road North, plus tard appelé caserne Wellington.
Plus à l'ouest du terrain de parade, derrière Battery Path (en), se dressait la batterie Murray.

## Quartier des officiers

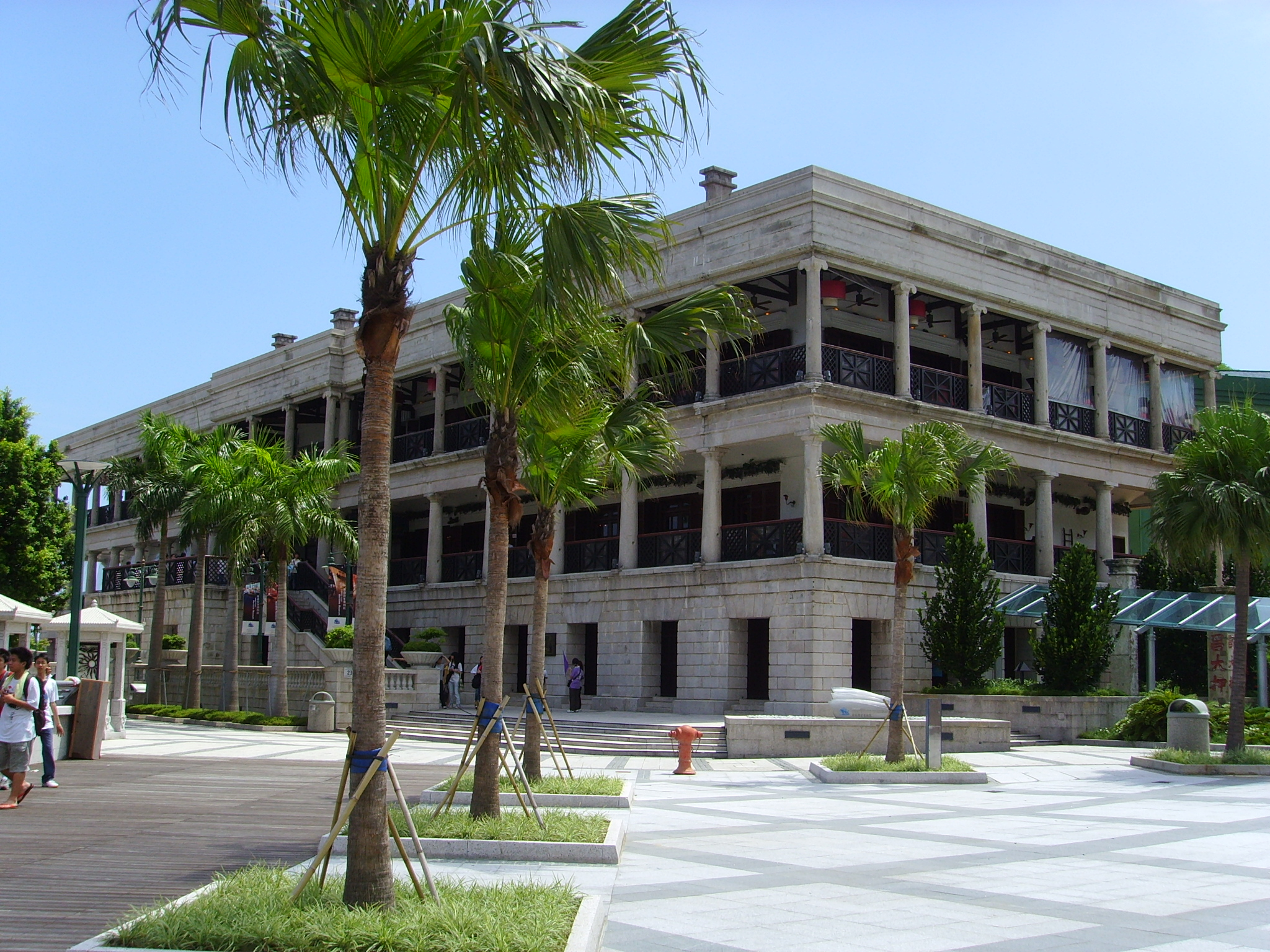
Murray House à Stanley en 2007.

Le quartier était connu sous le nom de mess des officiers au début de l'histoire de Hong Kong. Il est ensuite rebaptisé Murray House. En prévision de la construction de la tour de la Bank of China, il est démantelé brique par brique au milieu des années 1980, puis reconstruit à Stanley au sud de l'île de Hong Kong.